# Championnat de France de basket-ball de Nationale masculine 2 2019-2020
Navigation
2018-2019 2020-2021
La saison 2019-2020 du championnat de France de basket-ball de Nationale 2 est la 22e édition du championnat de France de basket-ball de Nationale masculine 2 sous cette dénomination. La NM2 est le quatrième plus haut niveau du championnat de France de basket-ball. Cinquante-six clubs répartis en quatre poules participent à la compétition. La NM2 est dirigée par la Fédération française de basket-ball, c'est le second niveau amateur.
Le 29 mars 2020, à la suite de la pandémie de Covid-19, la compétition est arrêtée par la fédération française de basket-ball.

## Formule
Les 56 équipes participantes sont réparties en 4 poules de 14 équipes. Lors de la saison régulière, un championnat est disputé au sein de chaque poule en rencontres aller-retour.
À la fin de la saison, les deux premières équipes au classement de chacune des quatre poules se retrouvent pour disputer un quart de finale au meilleur des trois matchs. Les vainqueurs de ces quarts de finale seront promus en Nationale 1 pour la saison suivante, sous réserve d'acceptation de leurs finances par la DNCG. Les quatre vainqueurs se retrouvent également pour jouer un Final Four en deux jours sur terrain neutre. Le vainqueur de ce Final Four est désigné Champion de France de Nationale 2.
La saison précédente, c'est Dax Gamarde qui a été sacré champion et qui a été promu en NM1, accompagné de 4 autres clubs.
Les équipes classées aux 12e, 13e et 14e place des quatre poules à l’issue de la saison régulière du championnat sont reléguées en Nationale 3. Malgré tout, certaines peuvent être repêchées en cas de non satisfaction par la DNCG des montées de Nationale 3.
La saison 2019-2020 débute le 7 septembre 2019 et la saison régulière se termine le 10 mai 2020. Elle compte 26 journées de championnat. Les playoffs se déroulent du 22 mai au 7 juin 2020.

## Clubs participants
L'intersaison est mouvementée.
Le 23 juin 2019, le président de l'ASMB Le Puy annonce en Assemblée Générale renoncer à sa place en Nationale 2 à cause d'un budget trop important. L'équipe repart en Régional 2, soit trois divisions plus bas.
Le Val d'Albret Basket demande également une rétrogradation en Nationale 3, pour "repartir sur de bonnes bases".
Le Sorgues Basket Club, tout comme l'Étoile de Charleville-Mézières, sont rétrogradés en Nationale 2 malgré leur maintien sportif, en raison de problèmes financiers. Ces deux rétrogradations permettent le repêchage du GET Vosges, ainsi que la promotion de l'US Avignon/Le Pontet en Nationale 1,.
A cela s'ajoutent 2 clubs qui ont refusé la montée en Nationale 2 : le Real Chalossais et le Basket Club Ardres.
Enfin, deux équipes réserves, Rennes Pôle Association et Mulhouse-Pfastatt sportivement promues, ne peuvent pas monter en Nationale 2. L'équipe première de Rennes joue en effet en Nationale 2, et Mulhouse-Pfastatt en N1.
Tout cela permet ainsi à sept des clubs relégués sportivement en Nationale 3 d'être finalement repêchés.
Ainsi, sur les 56 équipes que compte ce championnat, 4 proviennent de Nationale 1, 8 de Nationale 3, et 44 clubs jouaient déjà dans ce championnat, dont 7 repêchés.
| \| Lyon SO Montbrison Beaujolais Golfe-Juan Le Cannet Sapela Marseille Ouest Lyonnais Aix-Venelles Sorgues (Vaucluse) Aubenas Hyères-Toulon La Ravoire-Challes La Pontoise Garonne Pays des Olonnes Marmande Gardonne Horsarrieu Pornic Villeneuve Montgaillard Rezé Agen Niort Le Mans Poitiers Auch Berck Laval Fougères Calais Rennes Gravenchon Longueau Loon-Plage Liévin Tourcoing Lille Lons-le-Saunier Otterswiller Ste-Marie-Metz Maubeuge Holtzheim Jœuf Dijon Prissé Charleville-Mézières Recy Cambrai \| Localisation des clubs engagés dans le championnat. |
| Lyon SO Montbrison Beaujolais Golfe-Juan Le Cannet Sapela Marseille Ouest Lyonnais Aix-Venelles Sorgues (Vaucluse) Aubenas Hyères-Toulon La Ravoire-Challes La Pontoise Garonne Pays des Olonnes Marmande Gardonne Horsarrieu Pornic Villeneuve Montgaillard Rezé Agen Niort Le Mans Poitiers Auch Berck Laval Fougères Calais Rennes Gravenchon Longueau Loon-Plage Liévin Tourcoing Lille Lons-le-Saunier Otterswiller Ste-Marie-Metz Maubeuge Holtzheim Jœuf Dijon Prissé Charleville-Mézières Recy Cambrai                                                           |

| \| Poissy Juvisy Cergy-Pontoise Tremblay Gennevilliers Massy \| Localisation des clubs franciliens engagés dans le championnat. |
| Poissy Juvisy Cergy-Pontoise Tremblay Gennevilliers Massy                                                                       |

| Club                                          | Classement 2018-2019 | Ville                        | Poule |
| --------------------------------------------- | -------------------- | ---------------------------- | ----- |
| Sorgues BC                                    | 17e, NM1             | Sorgues                      | A     |
| US Aubenas                                    | 26e, NM1             | Aubenas                      | A     |
| Lyon SO                                       | 3e A                 | Oullins Sainte-Foy-lès-Lyon  | A     |
| BC Montbrison                                 | 4e A                 | Montbrison                   | A     |
| Beaujolais Basket                             | 5e A                 | Quincié-en-Beaujolais        | A     |
| AC Golfe-Juan-Vallauris                       | 6e A                 | Golfe-Juan                   | A     |
| Stade marseillais UC                          | 7e A                 | Marseille                    | A     |
| Ouest lyonnais Basket                         | 9e A                 | Champagne-au-Mont-d'Or       | A     |
| Le Cannet CAB                                 | 10e A                | Le Cannet                    | A     |
| Sapela Basket 13 (repêché)                    | 12e A                | Salon-de-Provence            | A     |
| BM Aix Venelles (repêché)                     | 13e A                | Venelles Aix-en-Provence     | A     |
| Hyères-Toulon VB                              | 1re A, NM3           | Hyères Toulon                | A     |
| La Ravoire Challes Basket                     | 1re B, NM3           | La Ravoire Challes-les-Eaux  | A     |
| La Pontoise BC                                | 1re E, NM3           | Saint-Just-Saint-Rambert     | A     |
| Pays des Olonnes Basket                       | 2e B                 | Olonne-sur-Mer               | B     |
| Garonne ASPTT                                 | 3e B                 | Meilhan-sur-Garonne          | B     |
| Pornic Basket Saint-Michel                    | 4e B                 | Pornic                       | B     |
| AS Niort                                      | 5e B                 | Niort                        | B     |
| Élan souémontain montgaillardais sarraziétois | 6e B                 | Montgaillard                 | B     |
| ES Gardonne                                   | 7e B                 | Gardonne                     | B     |
| Avenir Serreslousiens Colombins Horsarrois    | 8e B                 | Horsarrieu                   | B     |
| Beyssac Beaupuy Marmande                      | 9e B                 | Marmande                     | B     |
| JALT Le Mans                                  | 9e C                 | Le Mans                      | B     |
| Rezé Basket 44                                | 10e B                | Rezé                         | B     |
| Agen BC (repêché)                             | 12e B                | Agen                         | B     |
| Villeneuve Basket Club (repêché)              | 13e B                | Villeneuve-sur-Lot           | B     |
| Auch BC                                       | 1er C, NM3           | Auch                         | B     |
| Poitiers Basket 86 rés.                       | 1er F, NM3           | Poitiers                     | B     |
| US Laval                                      | 2e C                 | Laval                        | C     |
| Cergy-Pontoise BB                             | 2e D                 | Cergy-Pontoise               | C     |
| Calais Basket                                 | 3e C                 | Calais                       | C     |
| Union Rennes Basket 35                        | 4e C                 | Rennes                       | C     |
| AS Loon-Plage                                 | 5e C                 | Loon-Plage                   | C     |
| Pays de Fougères Basket                       | 6e C                 | Fougères                     | C     |
| Avenir Basket Berck Rang du Fliers            | 7e C                 | Berck                        | C     |
| Alerte Juvisy                                 | 8e C                 | Juvisy-sur-Orge              | C     |
| Tourcoing Saint-Michel                        | 8e D                 | Tourcoing                    | C     |
| BC Liévin                                     | 9e D                 | Liévin                       | C     |
| CS Gravenchon                                 | 10e C                | Port-Jérôme-sur-Seine        | C     |
| ESC Longueau Amiens MSBB (repêché)            | 13e C                | Longueau                     | C     |
| Poissy BA (repêché)                           | 14e C                | Poissy                       | C     |
| Lille MBC rés.                                | 1er I, NM3           | Lille                        | C     |
| Étoile de Charleville-Mézières                | 13e, NM1             | Charleville-Mézières         | D     |
| Éveil Recy Saint-Martin                       | 25e, NM1             | Recy                         | D     |
| Wasselonne-Otterswiller-Saverne Basket        | 3e D                 | Otterswiller                 | D     |
| AL Lons-le-Saunier                            | 4e D                 | Lons-le-Saunier              | D     |
| US Maubeuge                                   | 5e D                 | Maubeuge                     | D     |
| Tremblay AC                                   | 6e D                 | Tremblay-en-France           | D     |
| Jœuf Homécourt Basket                         | 7e D                 | Jœuf                         | D     |
| ES Prissé-Mâcon                               | 8e A                 | Prissé                       | D     |
| Union Sainte-Marie Metz                       | 10e D                | Sainte-Marie-aux-Chênes Metz | D     |
| Gennevilliers BC                              | 11e C                | Gennevilliers                | D     |
| Holtzheim Vogesia Basket                      | 11e D                | Holtzheim                    | D     |
| DA Dijon 21 (repêché)                         | 13e D                | Dijon                        | D     |
| Cambrai Basket                                | 1er J, NM3           | Cambrai                      | D     |
| ES Massy                                      | 1er K, NM3           | Massy                        | D     |

## Classements et résultats

### Poule A

#### Classement
| \| Rang \| Équipe \| Pts \| J \| G \| P \| Pp \| Pc \| Diff \| \| ---- \| -------------------- \| ---- \| -- \| -- \| -- \| ---- \| ---- \| ---- \| \| 1 \| Beaujolais Basket \| 35 \| 19 \| 16 \| 3 \| 1580 \| 1398 \| 182 \| \| 2 \| La Pontoise P \| 34 \| 19 \| 15 \| 4 \| 1555 \| 1334 \| 221 \| \| 3 \| Golfe-Juan \| 33+1 \| 19 \| 13 \| 6 \| 1662 \| 1577 \| 85 \| \| 4 \| Sapela \| 32 \| 19 \| 13 \| 6 \| 1459 \| 1396 \| 63 \| \| 5 \| Montbrison \| 30+1 \| 19 \| 10 \| 9 \| 1556 \| 1528 \| 28 \| \| 6 \| Lyon SO \| 28 \| 19 \| 9 \| 10 \| 1399 \| 1408 \| -9 \| \| 7 \| Le Cannet \| 28 \| 19 \| 9 \| 10 \| 1494 \| 1478 \| 16 \| \| 8 \| Hyères-Toulon P \| 27 \| 19 \| 8 \| 11 \| 1466 \| 1464 \| 2 \| \| 9 \| Marseille \| 27 \| 19 \| 8 \| 11 \| 1599 \| 1583 \| 16 \| \| 10 \| Aubenas R \| 27+1 \| 19 \| 7 \| 12 \| 1475 \| 1568 \| -93 \| \| 11 \| Ouest Lyonnais \| 26 \| 19 \| 7 \| 12 \| 1497 \| 1515 \| -18 \| \| 12 \| Sorgues R \| 26 \| 19 \| 7 \| 12 \| 1440 \| 1510 \| -70 \| \| 13 \| La Ravoire Challes P \| 25 \| 19 \| 6 \| 13 \| 1278 \| 1499 \| -221 \| \| 14 \| Aix-Venelles \| 24 \| 19 \| 5 \| 14 \| 1353 \| 1555 \| -202 \| - P : Promu de Nationale 3 2018-2019 - R : Relégué de Nationale 1 2018-2019 |                      |      |    |    |    |      |      |      |
| Rang | Équipe               | Pts  | J  | G  | P  | Pp   | Pc   | Diff |
| 1 | Beaujolais Basket    | 35   | 19 | 16 | 3  | 1580 | 1398 | 182  |
| 2 | La Pontoise P        | 34   | 19 | 15 | 4  | 1555 | 1334 | 221  |
| 3 | Golfe-Juan           | 33+1 | 19 | 13 | 6  | 1662 | 1577 | 85   |
| 4 | Sapela               | 32   | 19 | 13 | 6  | 1459 | 1396 | 63   |
| 5 | Montbrison           | 30+1 | 19 | 10 | 9  | 1556 | 1528 | 28   |
| 6 | Lyon SO              | 28   | 19 | 9  | 10 | 1399 | 1408 | -9   |
| 7 | Le Cannet            | 28   | 19 | 9  | 10 | 1494 | 1478 | 16   |
| 8 | Hyères-Toulon P      | 27   | 19 | 8  | 11 | 1466 | 1464 | 2    |
| 9 | Marseille            | 27   | 19 | 8  | 11 | 1599 | 1583 | 16   |
| 10 | Aubenas R            | 27+1 | 19 | 7  | 12 | 1475 | 1568 | -93  |
| 11 | Ouest Lyonnais       | 26   | 19 | 7  | 12 | 1497 | 1515 | -18  |
| 12 | Sorgues R            | 26   | 19 | 7  | 12 | 1440 | 1510 | -70  |
| 13 | La Ravoire Challes P | 25   | 19 | 6  | 13 | 1278 | 1499 | -221 |
| 14 | Aix-Venelles         | 24   | 19 | 5  | 14 | 1353 | 1555 | -202 |

#### Résultats
| Résultats (dom.\ext.)                                              | AIX    | AUB    | BEA   | GOL    | HYE   | LAP    | LAR   | LEC   | LSO    | MAR    | MON   | OL    | SAP   | SOR   |
| Aix-Venelles                                                       |        | 75-83  | 67-90 | -      | -     | 85-77  | 83-72 | 78-83 | 75-74  | -      | 57-55 | 83-80 | 64-83 | -     |
| Aubenas                                                            | 86-77  |        | 67-78 | 100-85 | -     | -      | 75-69 | -     | 85-93  | 102-94 | 72-87 | 76-88 | 95-82 | -     |
| Beaujolais                                                         | 99-66  | 92-78  |       | 95-73  | 77-74 | -      | 92-47 | 77-73 | 68-57  | 78-73  | 96-73 | -     | -     | 80-76 |
| Golfe-Juan                                                         | 85-75  | 93-87  | 96-80 |        | -     | 105-85 | 90-80 | 75-80 | 81-68  | -      | -     | 87-70 | 94-76 | 84-74 |
| Hyères-Toulon                                                      | 97-65  | 67-70  | -     | 75-82  |       | 77-87  | -     | 79-74 | 68-80  | 105-81 | -     | 82-68 | 88-75 | 72-57 |
| La Pontoise                                                        | 73-51  | 73-61  | 85-70 | -      | 82-85 |        | 93-43 | -     | -      | 100-89 | 88-79 | 77-50 | 58-49 | 84-58 |
| La Ravoire-Challes                                                 | -      | 57-51  | -     | -      | 79-67 | 61-77  |       | 87-85 | 85-76  | 59-81  | 78-85 | -     | 75-66 | 86-83 |
| Le Cannet                                                          | 75-71  | 87-77  | 86-95 | 83-95  | 63-72 | 77-74  | 85-57 |       | -      | -      | 90-69 | -     | -     | 83-68 |
| Lyon SO                                                            | 84-80  | 78-61  | 73-79 | -      | -     | 70-78  | -     | 58-56 |        | 79-71  | 73-60 | 68-60 | 55-69 | 79-56 |
| Marseille                                                          | 100-66 | -      | -     | 103-99 | 88-84 | 68-82  | 72-58 | 85-88 | 101-76 |        | 97-85 | 74-85 | -     | 72-80 |
| Montbrison                                                         | 78-71  | 108-75 | 76-85 | 94-82  | 92-79 | -      | -     | 92-69 | -      | 94-77  |       | -     | 91-75 | 93-80 |
| Ouest lyonnais                                                     | -      | -      | 72-73 | 83-92  | 90-62 | 88-101 | 78-68 | 91-89 | -      | 72-85  | 98-79 |       | 73-77 | 99-62 |
| Sapela                                                             | -      | -      | 86-76 | 79-64  | 80-61 | -      | 73-61 | 78-68 | 81-75  | 91-88  | 86-66 | 82-75 |       | -     |
| Sorgues                                                            | 81-64  | 85-74  | -     | 90-100 | 74-72 | 68-81  | 87-56 | -     | 94-83  | -      | -     | 98-77 | 69-71 |       |
| - Victoire à domicile - Victoire à l'extérieur - Match non disputé |        |        |       |        |       |        |       |       |        |        |       |       |       |       |